# Teresa Espaillat Hernández
Teresa Espaillat Hernandez (Santo Domingo,  28 de diciembre de 1943),  es una educadora, excombatiente y dirigente de las luchas de abril del 1965 de República Dominicana, conocida por haber sido una de las pocas mujeres instructoras en la Academia Militar de la Revolución de Abril.

## Trayectoria
Espaillat es hija de J. Epifanio Espaillat y Margarita Hernández. Nació en Ciudad Trujillo, hoy Santo Domingo el 28 de diciembre del 1943.
Espaillat es la viuda de Carlos Amiama, quien fue odontólogo y activista de los mismos organismos y con quien compartió experiencias de la guerra en la lucha revolucionaria. Juntos procrearon tres hijas. 
Se destacó porque, con 15 años de edad, en el 1959, se convirtió en activista contra el régimen dictatorial trujillista, instalado en República Dominicana en el período del 1930 al 1961. En ese momento, ingresó a la agrupación política 14 de junio (1J4).
En el gobierno presidido por el Prof. Juan Bosch, en 1963,  Espaillat viajó a Cuba,  como miembro del movimiento 14 de junio, integrando el grupo de la primera delegación de mujeres, que estaba compuesta por representantes de organizaciones políticas dominicanas como el PSP, MPD y 1J4.
Fue de las pocas mujeres instructoras en la Academia Militar de la Revolución de abril de 1965.